# Hasičský záchranný sbor Dopravního podniku hl. m. Prahy

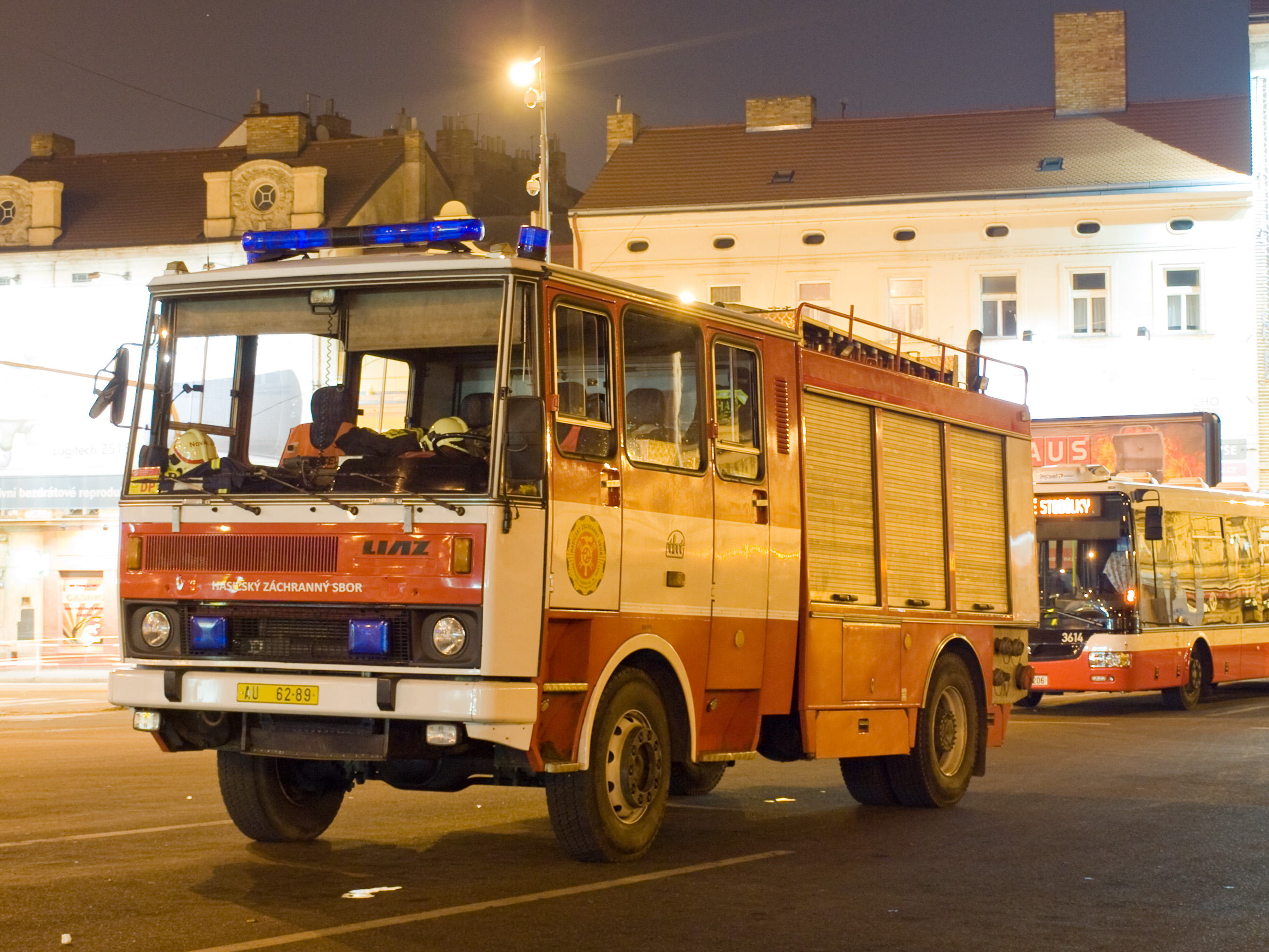
Nákladní automobil LIAZ v prostoru autobusového obratiště Na Knížecí v blízkosti stanice metra Anděl

Hasičský záchranný sbor Dopravního podniku hl. m. Prahy (dříve Hasičský záchranný sbor Metro) je jednotka zřizovaná Dopravním podnikem hlavního města Prahy za účelem záchranných a hasebních prací zejména v areálech a prostorách podniků, především metra. Ve vnitřní organizační struktuře podniku je sbor označen jako oddělení 600200 – Hasičský záchranný sbor.

## Historie
Hasičský sbor metro byl založen dle požadavků státní správy při budování první linky metra v Praze v létě roku 1973. V roce 2005 byli hasiči metra převedeni pod bezpečnostní úsek a sloučeni s hasičskými jednotkami v autobusových garážích. Staly se tak jedinou, celopodnikovou, požární jednotkou.

## Současnost
V současnosti zajišťuje Hasičský sbor Dopravního podniku hl. m. Prahy technickou a požární ochranu pro všechny úseky Dopravního podniku, zejména pro jednotky provozu a správy vozidel metra, tramvají a autobusů a správ dopravní cesty. Mezi úkoly HZS patří nejen požární ochrana ale i asistence při dopravních nehodách, nakolejování vozidel, únicích ropných látek atd. V roce 2010 zaznamenali podnikoví hasiči 608 výjezdů, což je 174% nárůst za posledních 5 let. Z celkového počtu tvořily 4 % požáry, 38 % plané poplachy (např. hlášení elektronické požární signalizace) a 30 % technické zásahy.

## Požární stanice

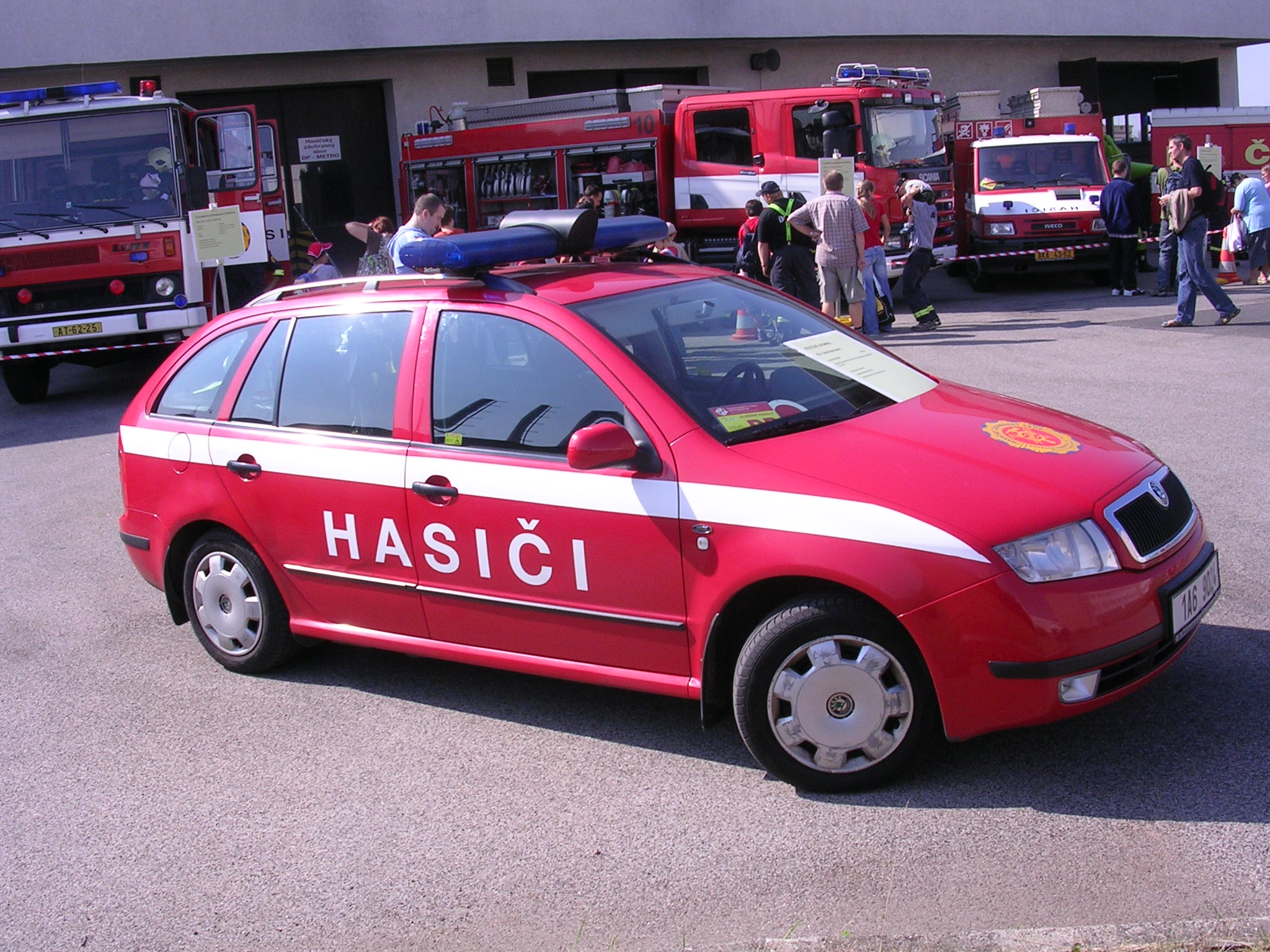
Velitelské vozidlo spadající pod požární stanici Zličín

Sbor sídlí ve třech požárních stanicích.

### Kačerov
Požární stanice Kačerov se nachází v prostorách depa metra C Kačerov. Vybudována byla v roce 1975 jako první. Pokrývá oblast jihovýchodu města v rozsahu jižní části linky C (Háje – Florenc), centrální část linky A (Staroměstská – Muzeum) a centrální části linky B (Karlovo náměstí – Florenc).

### Hostivař
Požární stanice Hostivař se nachází v prostorách depa metra A Hostivař. Vybudována byla jako druhá a to v roce 1985. Jedná se o stanici centrální, kde krom výjezdových jednotek sídlí také operační dispečink. Pokrývá oblast severovýchodu města v rozsahu severní větve linky C (Vltavská – Letňany), východní větve linky B (Křižíkova – Černý Most) a východní větve linky A (Náměstí Míru – Depo Hostivař).

### Zličín
Požární stanice Zličín se nachází v prostorách depa metra B Zličín. Vybudována byla jako poslední a to v roce 1995. Pokrývá oblast západu města v rozsahu západní větve linky B (Zličín – Anděl) a severní části linky A (Nemocnice Motol – Malostranská).

## Lezecké družstvo
Lezecké družstvo HZS DP hl.m.Prahy bylo zřízeno v roce 1998 a sídlí v centrální požární stanici Hostivař. Lezci jsou cvičeni zejména na evakuaci osob z větracích šachet a výtahů pro invalidy v metru a dále pro evakuaci osob z lanové dráhy v ZOO, která je ve správě Dopravního podniku.